# Ínség-szikla
Az Ínség-szikla vagy Ínség-kő, Ínség-zátony egy (általában vízzel fedett) homokkő sziklaszirt Budapesten, a Duna medrében, a Gellért-hegy lábánál, az 1645,4 folyamkilométernél. A főváros és a Pesti-hordalékkúpsíkság legalacsonyabb pontja. A pesti népnyelv szerint pedig „Magyarország legalacsonyabb hegycsúcsa”. A szirt tengerszint feletti magassága 95,76 méter. A nevét onnan kapta, hogy olyan alacsony vízállásnál látható (~95 cm alatt), ami csak aszályos időszakban („ínség idején”) fordulhat elő.

## Földrajzi helyzete
A Gellért-hegy lábánál, a Raul Wallenberg rakparttól 20-30 méterre, a partfal vonalától 5 méterre a Duna medrében, a Szabadság hídtól 60-70 méterre északra helyezkedik el; közigazgatásilag Budapest XI. kerületében. A budapesti vízmércén mért kb. 95 cm-esnél alacsonyabb vízállásnál kerül a víz fölé. 2015. szeptember elején az ELTE térképészei megmérték magasságát, miszerint pontosan 95,76 méter tengerszint felett. Pozíciója:
- EOTR: X: 237993.485 m, Y: 650385.578 m
- WGS84 (World Geodetic System): N47° 29' 09,19", E19° 03' 09,32"

## Anyaga
Korábban az volt az elterjedt vélemény, hogy a szikla a Gellért-hegy triász időszaki dolomittömegéhez tartozik. 
Az ELTE és a BME kutatócsoportja által a 2011-es előbukkanáskor végzett műszeres vizsgálatok szerint az Ínség-kő anyaga kovásodott eocén homokkő. A vizsgálat nem terjedt ki a mederben található közeli szirtek anyagára.

## Elnevezése

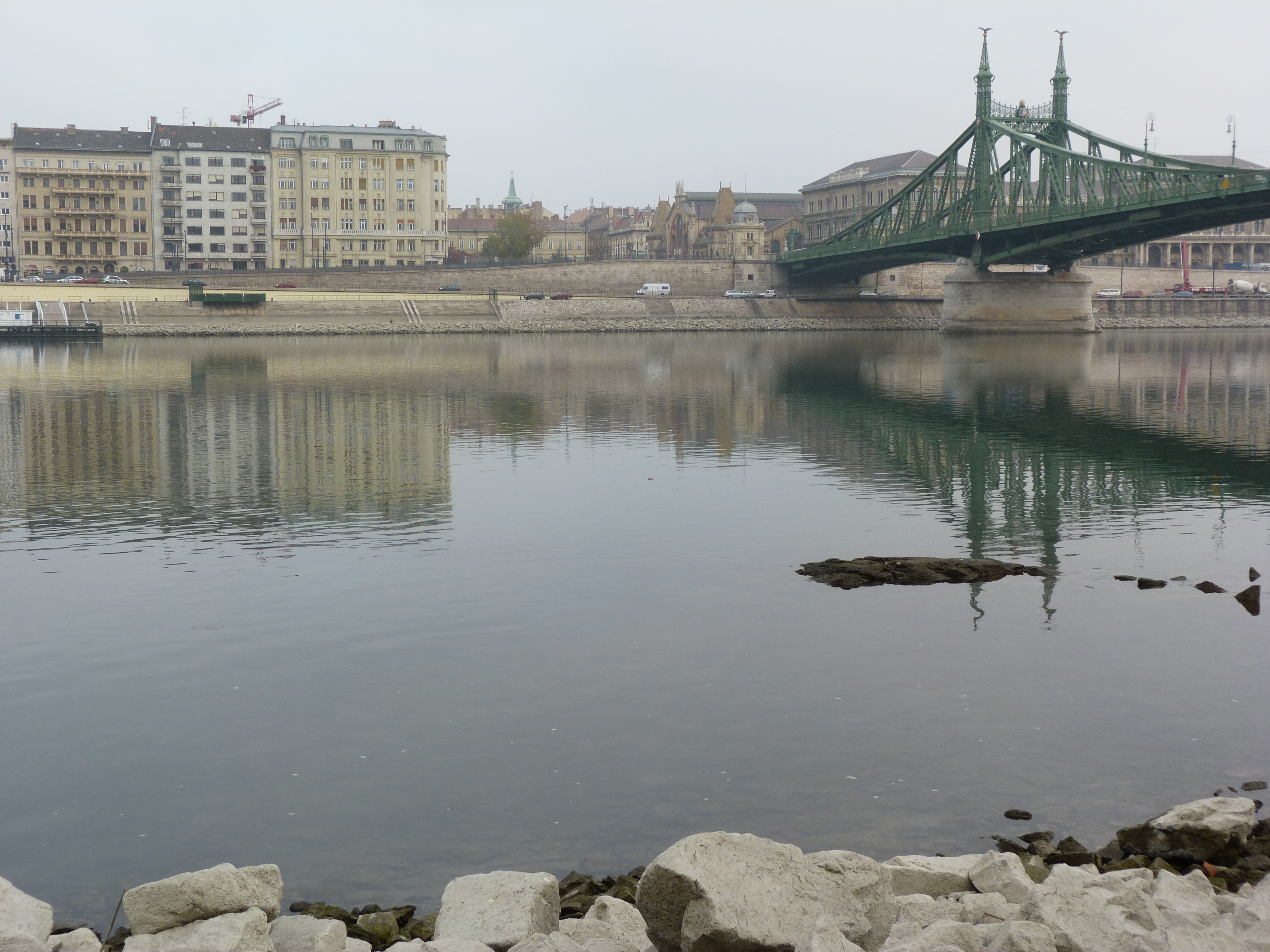
Az Ínség-szikla a Duna szigeteként, háttérben a Szabadság híd

Nevét onnan kapta, hogy csak aszályos időszakban, alacsony vízállásnál látható.
A legendák pontosabb magyarázattal is szolgálnak: az egyik szerint ilyenkor a sekély víz miatt leálltak a hajómalmok, és nem volt liszt; a másik a hajósok ínségéről szól, akik ilyenkor nem tudták az ősi átkelőhelyen üzemeltetni a kompjaikat.
Néha a nevét többes számban is használják, ami arra utalhat, hogy van egy vízállás-intervallum, amikor már elég alacsonyan van a víz ahhoz, hogy a szikla magasabb részei előbukkanjanak, de ilyenkor még több kisebb szirtnek tűnik, és csak még alacsonyabb víznél válik láthatóvá, hogy egybefüggő darab. Egy újabb magyarázat szerint a mederszakaszon a mederben sziklatornyok vannak, amelyek külön-külön is láthatóvá válhatnak, bár a kutatók szerint egyesek magától az Ínség-sziklától függetlenek.

## Kapcsolata a környezetével
A 19. század végéig a Magyarok Nagyasszonya-sziklatemplom alatt számos nagyobb szikla sorakozott a hegy lábánál, amiknek mintegy folytatása volt a mederben az Ínség-szikla. 1898-1899 között a Szent Gellért rakpart kiépítésekor a felsőbb sziklákat felrobbantották. A vízből kiemelkedő szirtek eltűntek. A Szabadság híd budai pillére részben egy hasonló kőszirtre épült.
A 2000-es évek elején az M4-es metróvonal előkészítő munkálatainak keretében vízi szeizmikus méréseket végeztek a Szabadság híd környéki mederszakasz pontos feltérképezésére. Az eredmények világosan mutatták, hogy az Ínség-szikla tömbje lefelé lassan elmélyülve folytatódik a folyásirányban jóval a hídon túl is. Mivel az Ínség-szikla felett folyó Duna a szikla után lesüllyedve mélyen kimosta a medret, ezért a metróalagút fúrása során sziklákat kellett helyezni a folyam medrének aljára, nehogy a túlnyomás alatt (a keszonkamrák elvén) dolgozó fúrófejek kirobbantsák az épülő alagút tetejét.

## Fel/kibukkanása az utóbbi évtizedekben
A klímaváltozás következtében a közelmúltban Magyarországon évek óta jelentősen lecsökkent az átlagos csapadékmennyiség és a gyakoribb aszályos időszakok hatására, a 2015-2025 közötti időszakban a folyam éves vízhozamának tíz százalékos csökkenését mérték a vízügyi szakemberek.
Az Ínség-szikla kibukkanását az utóbbi időszakban 2003 szeptemberében, 2011 novemberében, 2015 szeptemberében  és 2018 augusztus elejétől egészen november elejéig meg lehetett figyelni. 2018. október 25-én 33 cm lett az abszolút negatív rekord (LKV). A Szabadság hídnál pedig észlelhetővé váltak a híd korábban sosem látott, háborúban felrobbantott maradványai. 2022 augusztusában, majd 2023 októberében ismét kibukkant a szikla. 2025 volt az első olyan év, amikor a márciusban és júliusban is láthatóvá vált.